# Meunasah Tunong (Seulimeum)
Meunasah Tunong is een bestuurslaag in het regentschap Aceh Besar van de provincie Atjeh, Indonesië. Meunasah Tunong telt 493 inwoners (volkstelling 2010).